# Robert Burakovsky
Robert Burakovsky (* 24. November 1966 in Malmö) ist ein schwedischer Eishockeyspieler, der zuletzt bis 2011 bei Kallinge/Ronneby in der vierten schwedischen Spielklasse, der Division 2, unter Vertrag stand. Sein Sohn André und sein jüngerer Bruder Mikael sind ebenfalls professionelle Eishockeyspieler.

## Karriere
Robert Burakovsky begann seine Karriere als Eishockeyspieler in seiner Heimatstadt in der Nachwuchsabteilung von Malmö IF. Von dort aus wechselte er 1983 zu den U20-Junioren von Leksands IF. Im NHL Entry Draft 1985 wurde er in der elften Runde als insgesamt 217. Spieler von den New York Rangers ausgewählt, für die er anschließend allerdings nie spielte. Stattdessen gab er in der Saison 1985/86 sein Debüt in der Elitserien, der höchsten schwedischen Spielklasse, für Leksands Profimannschaft. In seinem Rookiejahr erzielte er vier Tore und drei Vorlagen in 19 Spielen. In den folgenden Jahren konnte sich der Flügelspieler einen Stammplatz in Leksand erarbeiten und gehörte jeweils zu den Spielern mit der besten Punktausbeute innerhalb seiner Mannschaft. In der Saison 1988/89 erreichte er mit Leksand das Playoff-Finale der Elitserien, in dem er mit seinem Team dem Gegner Djurgårdens IF in der Best-of-Five-Serie mit 1:3 Siegen unterlag. In der gleichen Spielzeit gelangen ihm in 50 Spielen insgesamt 56 Scorerpunkte, davon 29 Tore. Anschließend spielte er zwei Jahre lang für Leksands Ligarivalen AIK Solna, bei dem er sich in der Saison 1989/90 noch einmal steigern konnte. Mit 57 Scorerpunkten, davon 28 Tore, war er der beste Torschütze der Elitserien in der Hauptrunde. Zur Saison 1991/92 kehrte Burakovsky zu seinem Heimatverein Malmö IF zurück. Mit den Südschweden wurde er in der ersten Spielzeit nach seiner Rückkehr auf Anhieb Schwedischer Meister. Vor allem in den Playoffs konnte er dabei auch selbst überzeugen und war gemeinsam mit drei weiteren Spielern mit fünf Treffern bester Torschütze in den Playoffs. 
Nach einem weiteren Jahr in Malmö, erhielt der Rechtsschütze zur Saison 1993/94 einen Vertrag bei den Ottawa Senators, für die er anschließend in 23 Spielen in der National Hockey League auf dem Eis stand und dabei zwei Tore und drei Vorlagen erzielte. Den Großteil der Spielzeit verbrachte er allerdings bei Ottawas Farmteam Prince Edward Island Senators in der American Hockey League. In der AHL gelangen ihm 67 Scorerpunkte, davon 29 Tore, in 52 Spielen. Die Saison 1994/95 verbrachte er beim Klagenfurter AC. Während seiner ersten Station im europäischen Ausland erzielte er für den EC KAC in 31 Spielen 68 Scorerpunkte, davon 30 Tore, in der Österreichischen Bundesliga und scheiterte mit seiner Mannschaft erst im Playoff-Halbfinale. Daraufhin kehrte er ein weiteres Mal nach Malmö zurück, für das er eineinhalb Jahre in der Elitserien spielte, ehe er zur Mitte der Saison 1996/97 zu den Kassel Huskies aus der Deutschen Eishockey Liga wechselte. Bei den Hessen blieb er saisonübergreifend ein Jahr und gehörte in diesem Zeitraum zu den Toptorschützen seiner Mannschaft. In 39 DEL-Einsätzen gelangen ihm 16 Tore und 19 Vorlagen. Mitte der Saison 1997/98 schloss sich der Schwede zunächst JYP Jyväskylä aus der finnischen SM-liiga an, beendete die Spielzeit jedoch bei dessen Ligarivalen Ilves Tampere, mit dem er Vizemeister wurde. 
Von 1998 bis 2000 stand Burakovsky in der Schweiz bei Fribourg-Gottéron in der Nationalliga A unter Vertrag, wobei er in seinem ersten Jahr fast ausschließlich für den SC Herisau in der Nationalliga B auflief. In der zweiten Schweizer Spielklasse gelangen ihm in 35 Spielen 70 Scorerpunkte. Gegen Ende der Saison 1999/2000 kam er zudem zu einem einzigen Einsatz für den HC Ambrì-Piotta in der NLA. In der Saison 2000/01 musste der ehemalige NHL-Spieler mit seinem Ex-Verein Leksands IF den Abstieg aus der Elitserien hinnehmen, blieb jedoch selbst in der Elitserien, wo er von seinem Heimatverein aus Malmö verpflichtet wurde. Die Saison 2001/02 beendete er jedoch bei den DEG Metro Stars in der DEL. Im Sommer 2002 schloss er sich den Rødovre Mighty Bulls aus der dänischen AL-Bank Ligaen an. Bei den Dänen konnte er sofort eine Führungsrolle übernehmen und war in seinem ersten Jahr auf Anhieb in der Hauptrunde in mit 43 Scorerpunkten bei seinen 27 Einsätzen Topscorer der gesamten Liga sowie mit 26 Assists auch bester Vorlagengeber. Nachdem er auch die folgende Spielzeit bei den Mighty Bulls begonnen hatte, wechselte er zur Saisonmitte zum HC Meran aus der italienischen Serie A1. Auch bei den Südeuropäern hatte er keine Anpassungsschwierigkeiten und erzielte in 28 Spielen 13 Tore und 22 Vorlagen. 
Von 2004 bis 2006 stand er erneut in Dänemark unter Vertrag, diesmal allerdings bei AaB Ishockey. In beiden Spielzeiten wurde er erneut Topscorer der AL-Bank Ligaen sowie 2006 zudem in das All-Star Team gewählt. Die Saison 2006/07 begann der ehemalige Junioren-Nationalspieler ebenfalls in Dänemark beim Herlev IK, den er nach nur einem halben Jahr wieder verließ, um für eineinhalb Jahre für den IK Pantern aus seiner Heimatstadt Malmö in der dritten schwedischen Spielklasse, der Division 1, aufzulaufen. In der Saison 2007/08 wurde er Topscorer und bester Vorlagengeber der Gruppe F der Division 1. Nach dem Saisonende in Schweden erhielt er einen Vertrag für den Rest der Spielzeit beim Schweizer Zweitligisten EHC Biel. Mit diesem wurde er in den Playoffs NLB-Meister und stieg mit seiner Mannschaft in die NLA auf. Zwar konnte der mittlerweile 41 Jahre alte Stürmer bei Biel überzeugen und in 16 Spielen 19 Scorerpunkte, davon sechs Tore, erzielen, jedoch kehrte er in sein Heimatland zurück, wo er für den Fünftligisten Trelleborg Vikings in nur 17 Spielen 59 Scorerpunkte erzielte. Zuletzt spielte er von 2009 bis 2011 für den schwedischen Viertligisten Kallinge/Ronneby.

### International
Für Schweden nahm Burakovsky ausschließlich an der Junioren-Weltmeisterschaft 1986 teil, bei der er mit seiner Mannschaft den vierten Platz belegte. Im Turnierverlauf erzielte er in sieben Spielen je ein Tor und eine Vorlage.

## Erfolge und Auszeichnungen
| - 1989 Schwedischer Vizemeister mit Leksands IF - 1990 Topscorer der Elitserien - 1990 Bester Torschütze der Elitserien - 1992 Schwedischer Meister mit Malmö IF - 1992 Bester Torschütze der Elitserien-Playoffs (gemeinsam mit drei weiteren Spielern) - 1992 Europapokal-Gewinn mit Malmö IF - 1998 Finnischer Vizemeister mit Ilves Tampere - 2003 Topscorer der AL-Bank Ligaen | - 2003 Bester Vorlagengeber der AL-Bank Ligaen - 2005 Topscorer der AL-Bank Ligaen - 2006 Topscorer der AL-Bank Ligaen - 2006 AL-Bank Ligaen All-Star Team - 2008 Topscorer der Division 1, Gruppe F - 2008 Bester Vorlagengeber der Division 1, Gruppe F - 2008 NLB-Meister und Aufstieg in die NLA mit dem EHC Biel |